# 蒼澤悠
蒼澤 悠（あおさわ ゆう、1981年12月3日 - ）は、日本の俳優、ファッションモデル。東京都足立区出身。

## 人物・略歴
- 趣味と特技はダンスとサッカー。
- 家族構成は父、母、妹からなる4人家族。
- 小学生時代は地元クラブでバレーボールをしていて全国大会で優勝。日本代表に選出されメキシコ代表と対戦した。中学、高校時代はサッカー部に所属しキャプテンとして活動していたがジャニーズ事務所のオーディションに合格した為、退部となる。
- 1998年、ジャニーズ事務所入所。ジャニーズJr.として活動。当時は本名の田村悠。ジャニーズ事務所の同期は赤西仁、亀梨和也、中丸雄一、増田貴久、藤ヶ谷太輔、塚田僚一、加藤シゲアキなど。オーディションの数日後にはKinKi Kidsのバックダンサーとしてコンサートツアーに同行。当時、同期達の中では飛び抜けてダンスが上手く、出待ちのファンの数も多かった[要出典]。
- 尊敬している先輩はKinKi Kidsの堂本剛[要出典]。
- V6のコンサートに同行した際、少しでも目立とうと髪の毛を金髪に染めて行ったが、社長のジャニー喜多川に呼び出され「今日はV6のコンサートだ。お客さんはyouを観に来てるんじゃない！」とお説教を受けた事がある[要出典]。
- ジャニーズ事務所を辞めた後、俳優の唐沢寿明の紹介で芸能事務所研音に移籍しテレビCMや雑誌、舞台を中心に俳優活動、モデル活動をしていた。
- 2000年に俳優の柴木丈瑠とモデルのToshiとの3人でダンスボーカルユニット『G.C』(後のGRoovy)を結成し各地でライブ活動を行う。
- 2001年にメンズファッション雑誌『BiDaN』の第1回BiDaNメンズコンテストにて、審査員特別賞を受賞。後に専属モデルとなる。
- 2001年に映画『風〜post〜』に主演の櫻木修也役で出演[要出典]。2002年に放送のテレビドラマ『私立探偵 濱マイク(日本テレビ)』の第9話に出演。2003年に舞台『赤毛のアン』にW主演のギルバート役で出演。

## 出演

### テレビドラマ
- 私立探偵 濱マイク（2002年）マイクの青年時代役

### 舞台
- 赤毛のアン（2003年 - 2004年）ギルバート役

### 映画
- 風〜post〜（2001年）櫻木修也 役

### テレビCM
- NTTドコモ九州〜みんなでラップ編〜（2000年）
- オリコカード〜ポイント貯まる編〜（2001年）
- コカコーラ〜夏男･夏女編〜（2001年）
- TOYOTA〜未来へ編〜（2001年）
- UHA味覚糖 ティアリー（2002年）
- SONY〜newクラウドヘッドホン〜（2002年）

### 雑誌
- 東京ストリートニュース（学習研究社）
- BiDaN（ジャック･メディア）
- キラリ（マガジン･マガジン）
- Samurai（インフォレスト）
- 浴衣美男（集英社）